# Давыдково (деревня, Москва)
Давыдково — деревня в Новомосковском административном округе Москвы (до 1 июля 2012 года была в составе Наро-Фоминского района Московской области). Входит в состав поселения Марушкинское.

## Население
| 1852 | 1859 | 1890 | 1899 | 1926 | 2002 | 2006 |
| ---- | ---- | ---- | ---- | ---- | ---- | ---- |
| 296  | ↗370 | ↗468 | ↘219 | ↗542 | ↘112 | ↘79  |
| 2010 |      |      |      |      |      |      |
| ↗127 |      |      |      |      |      |      |

Согласно Всероссийской переписи, в 2002 году в деревне проживало 112 человек (54 мужчины и 58 женщин); преобладающая национальность — русские (100 %). По данным на 2005 год, в деревне проживало 79 человек.

## География
Деревня Давыдково находится у Боровского шоссе примерно в 10 км к западу от центра города Московский. На севере граничит с дачным посёлком Кокошкино. В километре к югу от деревни проходит Киевское шоссе. Рядом с деревней протекает река Незнайка.
К деревне приписаны 6 садоводческих товариществ и сельскохозяйственный кооператив. Связана автобусным сообщением с аэропортом Внуково, станцией метро Тёплый Стан.

## История
В середине XIX века деревня относилась к 1-му стану Звенигородского уезда Московской губернии, в деревне было 57 дворов, крестьян 169 душ мужского пола и 127 душ женского.
В «Списке населённых мест» 1862 года — казённая деревня 1-го стана Звенигородского уезда по Ново-Калужскому тракту из Москвы на село Нара Верейского уезда, в 27 верстах от уездного города и 16 верстах от становой квартиры, при речке Незнани, с 55 дворами и 370 жителями (165 мужчин, 205 женщин).
По данным на 1899 год — деревня Перхушковской волости Звенигородского уезда с 219 жителями, имелась земская школа.
В 1913 году — 89 дворов и земское училище.
По материалам Всесоюзной переписи населения 1926 года — центр Давыдковского сельсовета Перхушковской волости Звенигородского уезда в 8,5 км от Можайского шоссе и 3,2 км от станции Кокошкино Киево-Воронежской железной дороги, проживало 542 жителя (250 мужчин, 292 женщины), насчитывалось 105 хозяйств, из которых 99 крестьянских, имелись школа 1-й ступени, изба-читальня и кредитное товарищество.
1929—1930 гг. — населённый пункт в составе Звенигородского района Московского округа Московской области.
1930—1963, 1965—2012 гг. — в составе Наро-Фоминского района Московской области.
1963—1965 гг. — в составе Звенигородского укрупнённого сельского района Московской области.